# Duelli nell'Iliade

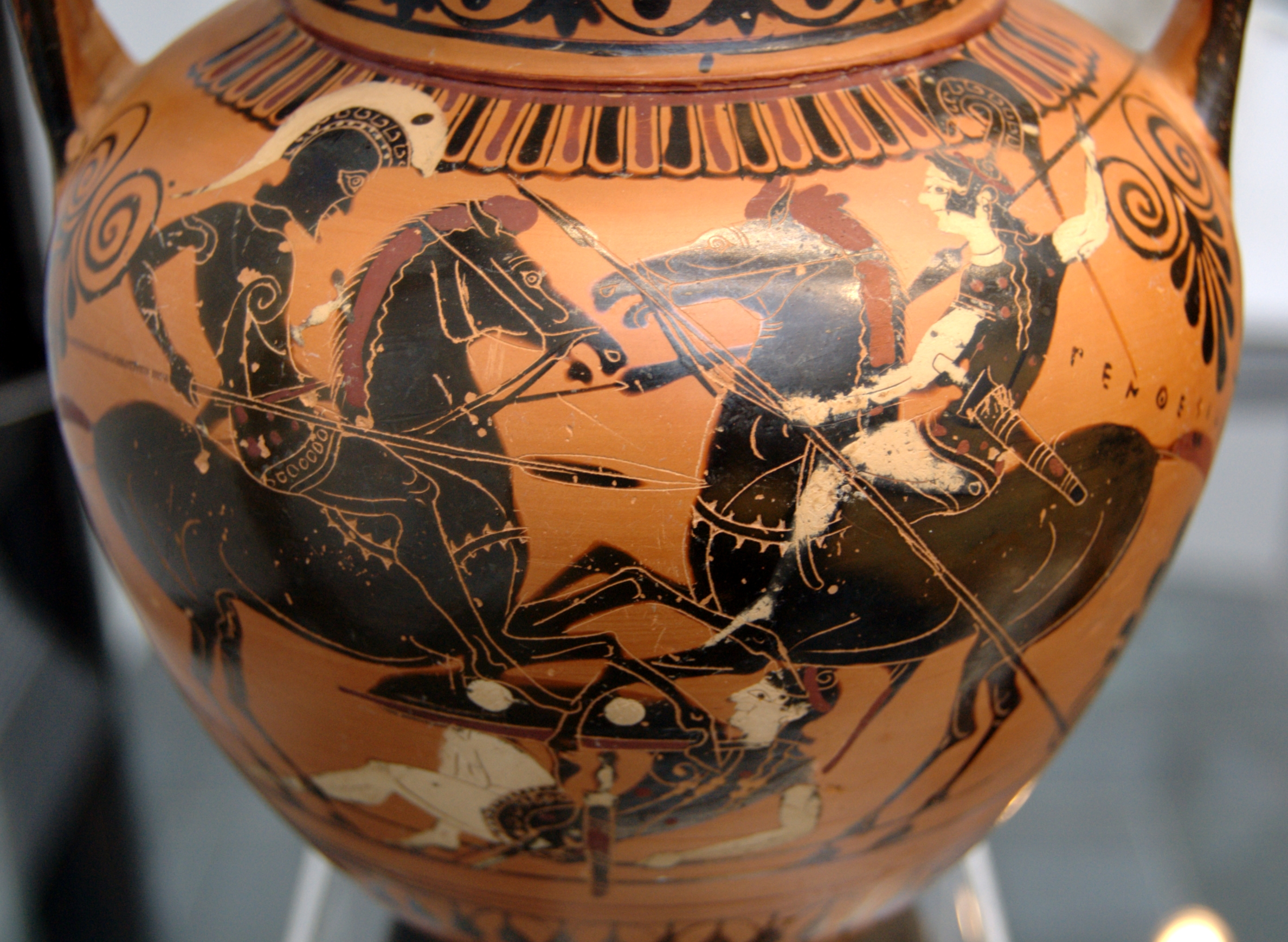
Duello a cavallo tra Achille e Pentesilea.

Nella società guerriera aristocratica rappresentata nell'Iliade, i duelli tra gli eroi antagonisti rappresentano un nucleo fondamentale, che si propongono secondo uno schema prefissato.

## La "singolar tenzone"

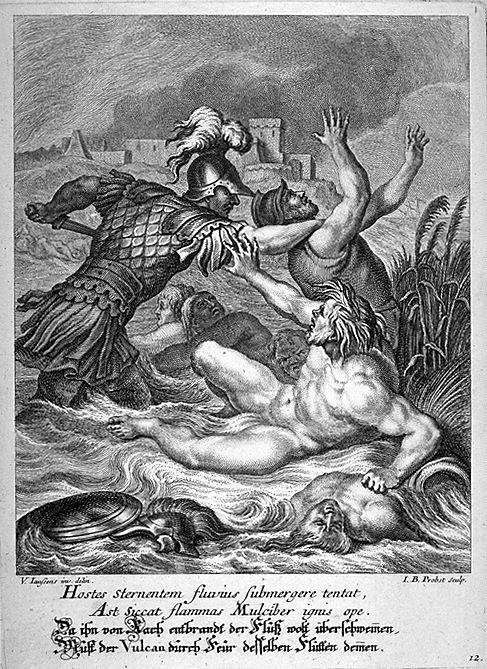
Achille fa strage tra i compagni di Asteropeo sulle rive del fiume Scamandro (la divinità del fiume è sdraiata, al centro: a destra il cadavere di Asteropeo sparisce tra i flutti). Miniatura del XVIII secolo, opera di Johann Balthasar Probst.

Tutta la storia dell'assedio alla città di Troia ruota  attorno ad una serie di duelli ed anzi nel poema epico passano in secondo piano lo scontro tra gli eserciti contrapposti che il poeta rappresenta come  risolvibile una volta per tutte "in una singolar tenzone".
Il motivo dello scontro cruento personale tra i due eroi protagonisti, capi dei campi avversi, diverrà elemento centrale in tutta la letteratura epica cavalleresca seguente, dai poemi della Chanson de geste a quelli dei paladini dell'Ariosto e del Tasso.
La stessa pittura dedicata  all'Iliade ha percepito come la rappresentazione simbolica dell'intero poema potesse essere raffigurata nei celebri duelli tra gli eroi che ne punteggiano l'intero racconto epico. Per es. Jacopo Amigoni (1724-26), ne il Combattimento tra Ettore e Achille, oppure Felice Giani (1802-1805), Il corpo di Ettore lungo le mura di Troia, ecc.

## Duelli in terra e in cielo
Il duello sulla terra rispecchia il conflitto stesso fra gli dei che partecipano alla contesa.
Nell'Iliade il primo duello importante è quello tra Paride e Menelao (libro III). Nel libro V ci sono una serie di duelli minori: Pandaro contro  Diomede; Enea  contro  Diomede; Diomede con Atena contro il dio Ares. Vi è poi un grande duello: Ettore contro Aiace, con ambedue gli eroi che sopravvivono. Nel libro XI ci sono i duelli di Agamennone, nel XII duelli sotto le  mura di Troia, dal XIII al XV i duelli presso le navi, nel XVI i duelli di Enea e quelli di Patroclo, nel XVII i duelli intorno al corpo di Patroclo. Nel XX Achille duella con Enea, che rischia di rimanere ucciso ma è salvato dall'intervento divino di Poseidone. Nel XXI Achille massacra i Peoni in una serie di scontri individuali: il primo, quello che lo vede opposto ad Asteropeo, è noto perché per la prima e unica volta nel poema l'eroe acheo rimane ferito. Nel XXII si ha il duello conclusivo, quello di Achille e Ettore.

## Il duello come onore
Nell'antico eroe greco convivevano il sentimento dell'ordine stabilito dalla ragione e quello dell'hýbris, di quella violenza e potenza dell'uomo che alterando l'ordine scatena l'ira e la vendetta degli dei. I duelli dell'Iliade sono il risultato di un'armonia raggiunta in nome dell'onore guerriero tra questi due sentimenti contrapposti che fa sì che il combattimento acre e violento tra gli eroi si mantenga nel limite, non assuma il senso di un volgare e cruento assassinio del nemico.

## Lo schema del duello

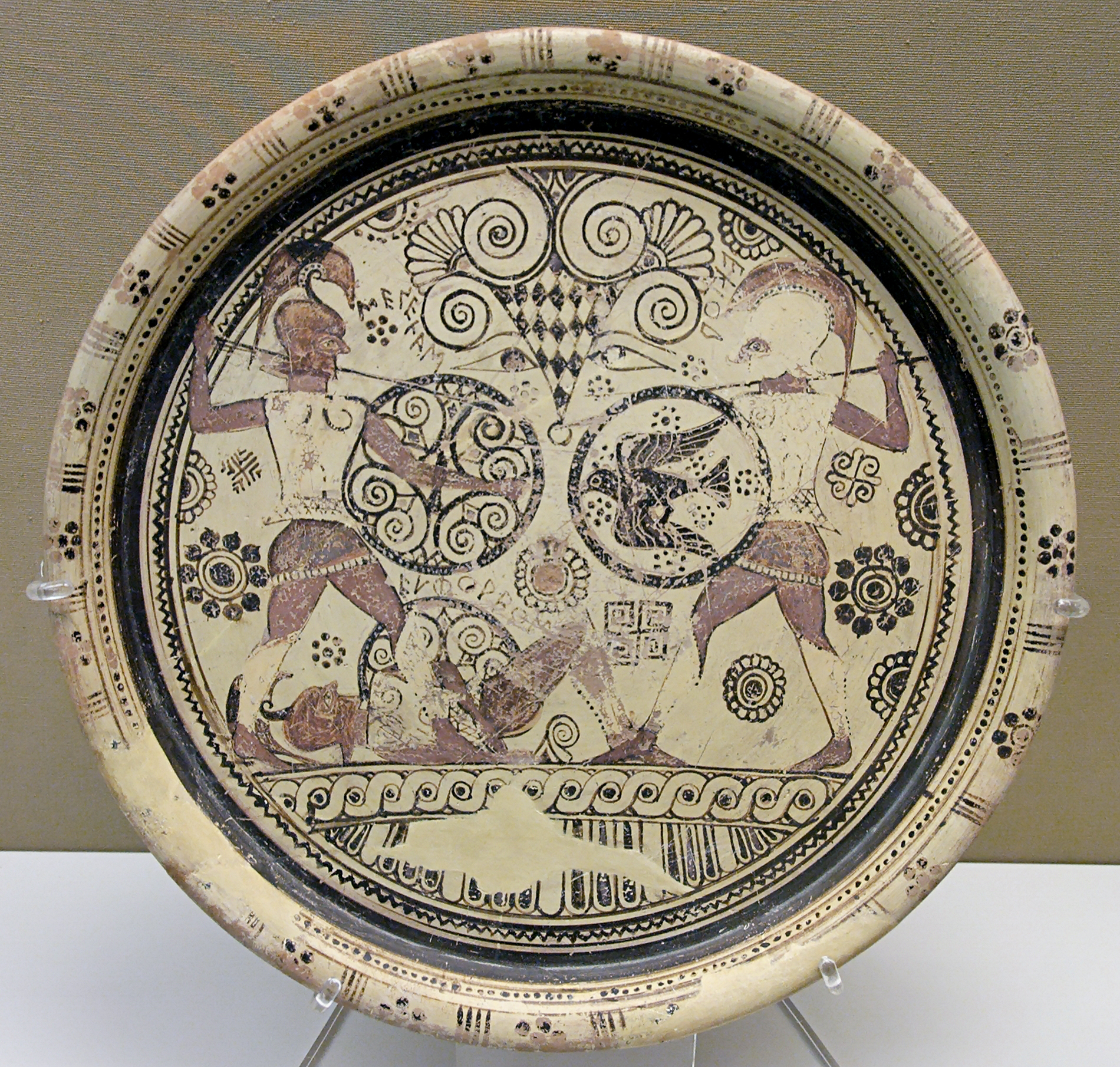
Il combattimento di Ettore e Menelao sul cadavere di Euforbo nell'elaborata composizione decorativa di un piatto rodio (600 a.C. ca.), Londra, British Museum GR 1860.4-4.1 (A 749).

Nell'Iliade il duello quindi esprime la suprema virtù aristocratica quella dell'onore (aristia) ed è espresso secondo una procedura fissata:
- la vestizione delle armi
- duello verbale tra gli eroi
- uno o più duelli
- il ferimento dell'eroe
- il compimento di altre gesta che culminano con lo scontro con l'avversario più potente.
- l'eventuale uccisione dell'eroe nemico comporta poi una contesa per conquistare le armi e la corazza dell'eroe sconfitto.

A sua volta il duello viene descritto attraverso degli elementi anch'essi predeterminati che si ripetono nel corso del racconto epico:
- l'avversario rivolge talvolta all'antagonista una allocuzione offensiva: ad es. stolto (gr. áfron), pazzo, misero (gr. deilós), cane (gr. kúon).
- non pochi colpi vanno a vuoto. In genere è usata sempre una stessa formula:
 ad es. Alessandro, «chinandosi, sfuggì alla nera Moira»[4]. Anche Ettore nello stesso modo schiva il colpo di Achille: «ma vedendosela davanti la schivò Ettore luminoso»[5]. Anche se non raggiungono l'eroe antagonista, questi colpiscono talvolta gli scudi. Ad es. nel duello tra Paride e Menelao «e per primo Alessandro scagliò l'asta ... e colpì lo scudo dell'Atride»[6].
- Vi può essere la presenza di un dio che aiuta l'eroe (dirige o para il colpo;  oppure salva il suo protetto portandolo via). Ad es.: «Ma lo (Alessandro) sottrasse Afrodite ... e lo nascose in una fitta nebbia»[7].
- Spesso viene invocato un dio da uno dei duellanti. Ad es. Menelao dice: «Zeus signore ... uccidilo per mano mia»[8].
- Descrizione dettagliata del colpo inferto.
- Entra in campo un dio intervenendo in maniera risolutivo ma può anche non esserci.
- L'eroe colpito rivolge talvolta una preghiera all'altro eroe (salvare qualcuno o onorare il suo corpo dopo la morte), oppure predice il futuro della prossima morte dell'eroe che lo ha sconfitto. Ad es. «Anche tu non andrai molto lontano, ma ecco ti si avvicina la morte».[9]. Ettore implora Achille: «Ti prego ... non lasciare che vicino alle navi i cani degli Achei mi sbranino, ma accetta ... i doni che ti daranno»[10]; e poco dopo dice anche ad Achille: «quel giorno che Paride e Febo Apollo insieme a lui ti uccideranno»[11].
- Colui il quale sta avendo la meglio nel duello schernisce l'avversario. Ad es. Ettore dice a Patroclo «Qui gli avvoltoi ti mangeranno»[12].
- La vita (gr. psyké), che è soffio, respiro, esce dalla ferita. L'ombra del vinto va nell'Ade: «La morte lo (= Patroclo) avvolse, la vita volò via dalle membra e scese nell'Ade»[13]. «La morte lo (= Ettore) avvolse, la vita volò via dalle membra e scese nell'Ade»[14].
- Lo scontro ha come conclusione quasi sempre la morte di uno degli eroi.

L'onore si può avere in entrambi i casi, sia che si vinca sia che si muoia. È il duello stesso, che condotto secondo lealtà e coraggio, conferisce l'onore ai duellanti. 
L'importante è che il guerriero non venga meno all'onore.  «Non senza lottare, non senza gloria morirò». Nel combattimento si è valorosi o perdenti.

## La Moira
Ma talvolta essere stati sconfitti può essere considerato di per sé un disonore, una  vigliaccheria. Non basta essere coraggiosi, ma bisogna che gli altri siano consapevoli della potenza dell'eroe e la riconoscano come tale anche nella distribuzione del bottino di guerra. L'avidità e l'aggressività sono simboli dell'onore guerriero.
L'onore è una caratteristica essenziale a cui l'eroe non può rinunciare neppure in minima parte. Qualunque sia il motivo, se un eroe viene offeso nell'onore, le sue ragioni o azioni sono considerate di per sé giuste.
Infine al di sopra di tutti, eroi e dei, vi è  la moira, il destino a cui tutti si devono piegare. Il destino è la parte assegnata di vita che spetta ad ogni individuo. Niente, né valore, né lealtà, potrà mutare il corso degli eventi. Esso interverrà a colpire i giusti e i malvagi indifferentemente.

## Gli elementi del duello

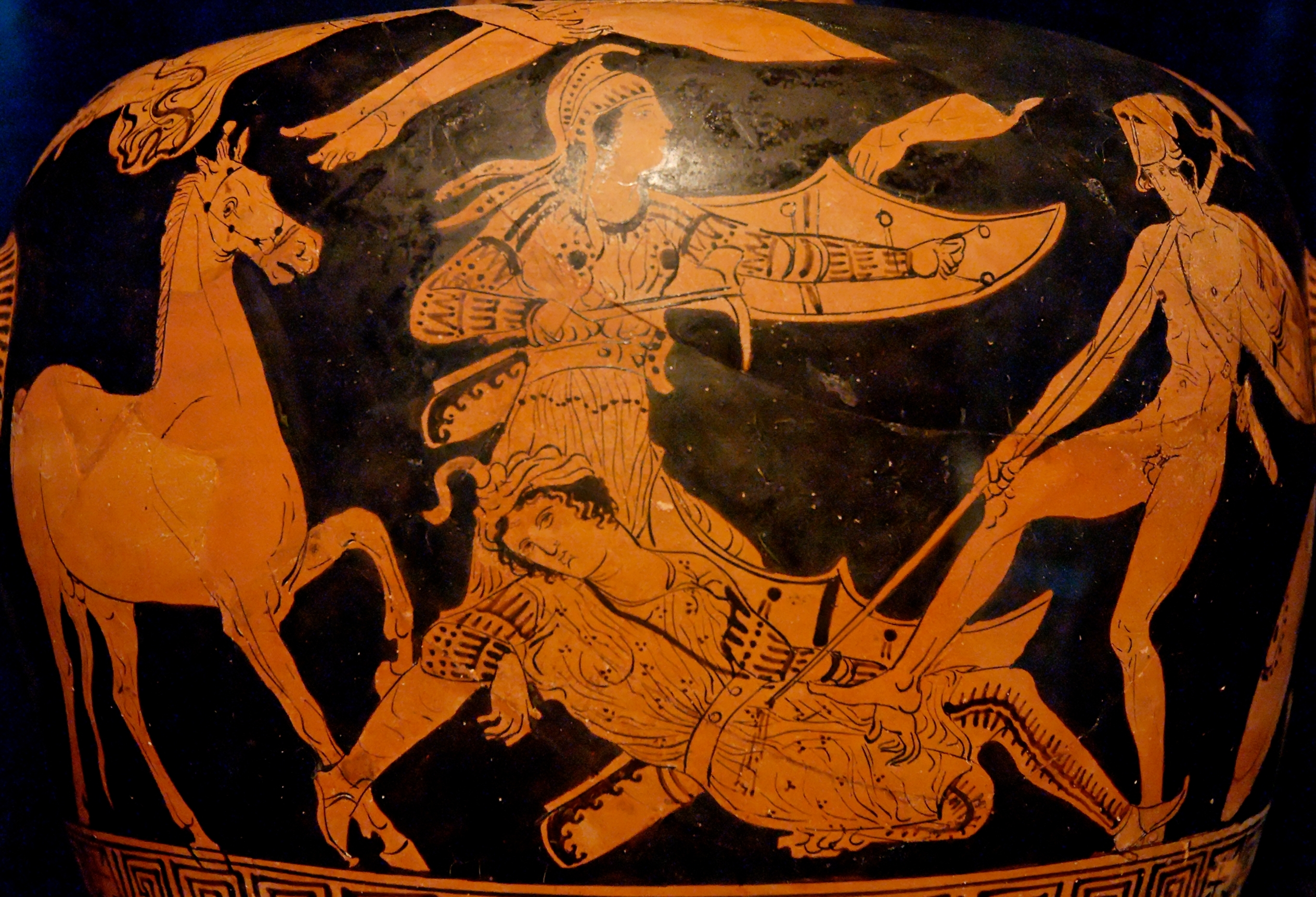
Patroclo (nudo, sulla destra) uccide Sarpedonte con la sua lancia, mentre Glauco viene in aiuto di quest'ultimo.

Gli elementi costitutivi e ripetitivi succitati del duello nell'Iliade trovano riscontro nelle descrizioni ad esempio del combattimento tra Ettore e Patroclo: 
«Febo gli (= Patroclo) mosse incontro nella mischia selvaggia...dietro gli si fermò, colpì la schiena [...] Allora Zeus lo (= Patroclo) donò a Ettore» che gli dice «vantandosi»: «qui gli avvoltoi ti mangeranno». E Patroclo: «Sì, Ettore, adesso vantati» ma «anche tu non andrai molto lontano, ecco ti si avvicina la morte e il destino invincibile...E la morte lo (= Patroclo) avvolse, la vita volò via dalle membra e scese nell'Ade».:
Lo stesso schema è seguito nel duello centrale del poema, quello tra Achille ed Ettore:

Ettore: «Non fuggo più davanti a te ... adesso il cuore mi spinge a starti di fronte, debba io vincere o essere vinto. ora invochiamo gli dèi ... testimoni saranno e custodi dei patti [...] se Zeus mi darà la forza di strapparti la vita, dopo averti spogliato delle armi, renderò il corpo agli Achei; e anche tu fai in questo modo»
  
Achille: «Non mi parlare di patti, maledetto ... fra di noi non ci saranno patti, se prima uno, crollato in terra, non sazierà con il suo sangue Ares».

Achille scaglia l'asta ma Ettore la riesce a evitare. 

Ettore: «Hai fallito» e scaglia a sua volta  l'asta che coglie «nel mezzo lo scudo di Achille». 
Intervengono gli dei:

Ettore: «Atena mi ha teso un inganno [...] ma ormai mi ha raggiunto la Moira ... non senza lottare, non senza gloria morirò».

Achille lo colpisce nel collo e mentre Ettore stramazza nella polvere lo deride: «Credesti forse, mentre ti impadronivi delle spoglie di Patroclo, di rimanere impunito?».  Ed Ettore: «Ti prego ... non lasciare che vicino alle navi i cani degli Achei mi sbranino, ma accetta ... i doni che ti daranno i miei genitori». Achille, irridendolo e non riconoscendo il valore e l'onore dell'eroe sconfitto gli dice: «i cani e gli uccelli ti sbraneranno»